# Siegfried Maruhn
Siegfried Maruhn (* 13. April 1923 in Tilsit, Ostpreußen; † 14. Januar 2011 in Essen) war ein deutscher Journalist und Buchautor.

## Leben und Wirken
Siegfried Maruhn besuchte die Schule in Frankfurt am Main und erlangte an der Liebig-Oberschule das Reifezeugnis. 1941 trat er in den Kriegsdienst ein, diente unter anderem in Afrika und geriet in Gefangenschaft, aus der er 1946 zurückkehrte.
Von 1947 bis 1949 war er in Bad Nauheim Redakteur bei News of Germany, einer englischsprachigen Zeitung für die amerikanische Zivilverwaltung. Anschließend war er bis 1952 Chef vom Dienst bei der Frankfurter Ausgabe der Neuen Zeitung. 1952 wurde er Leitartikler und Ressortleiter Innenpolitik der Westdeutschen Allgemeinen Zeitung (WAZ) in Bochum, dann Essen. Ab 1958 war er Stellvertretender Chefredakteur und von 1970 bis 1988 Chefredakteur der WAZ.
Siegfried Maruhn war von 1965 bis 1978 Mitglied des Deutschen Presserates und dort von 1972 bis 1977 Vorsitzender des Beschwerdeausschusses. Von 1974 bis 1985 war er Vorsitzender der Gesellschaft für Publizistische Bildungsarbeit im Haus Busch in Hagen. Von 1984 bis 1985 war er Sprecher des Deutschen Presserats.
Von 1980 bis 1985 war Siegfried Maruhn Lehrbeauftragter im Studiengang Journalistik an der Universität Dortmund.
Nach seiner Pensionierung arbeitete er von 1989 bis 1992 als Korrespondent für die WAZ und Regionalzeitungen in Washington, D.C. sowie anschließend als freier Journalist und Buchautor.
Maruhn lebte in Hattingen an der Ruhr.

## Auszeichnungen
- 1974: Bundesverdienstkreuz 1. Klasse
- 1975: Großes Bundesverdienstkreuz
- 1985: Verdienstorden des Landes Nordrhein-Westfalen

## Schriften
Siegfried Maruhn schrieb für Zeitungen und Zeitschriften Leitartikel, Glossen, Reportagen und Korrespondentenberichte, mehrere Bücher und übersetzte Bücher aus der englischen Sprache.
- 75 Jahre Verlag für Standesamtswesen. Verlag für Standesamtswesen, Frankfurt am Main 1999, ISBN 3-8019-5672-5.
- Staatsdiener im Unrechtsstaat. Verlag für Standesamtswesen, Frankfurt am Main 2002, ISBN 3-8019-5685-7.

Übersetzungen
- Theodore H. White: Glut in der Asche. Europa in unserer Zeit. Fischer, Berlin, Frankfurt am Main 1954.
- Otto Heilbrunn: Der sowjetische Geheimdienst. Bernard & Graefe, Frankfurt am Main 1956.
- Harold J. Gordon: Die Reichswehr und die Weimarer Republik 1919–1926. Bernard & Graefe, Frankfurt am Main 1959.